# زيتون إفريقي
الزيتون الإفريقي أو العتم أو الأتم أو عتم حجازي (الاسم العلمي Olea africana)، شجرة من فصيلة الزيتونية ذات تاج متفرع، لها ساق محزز القشرة رمادي اللون أوراقها تشبه أوراق الزيتون العادي ذات لون أخضر داكن وثمرتها سوداء تشبه ثمرة الزيتون العادي. وتنمو في منقطة شبه الجزيرة العربية وفي المناطق الإفريقية ذات المناخ الاستوائي.

## الفوائد الاقتصادية
للشجرة قابلية على مقاومة الجفاف وخشبها قاسي يستعمل في أعمال النجارة وكحطب للوقود.